# Хіросі Осіма
Хіросі Осіма (яп. 大島浩; 19 квітня 1886 — 6 червня 1975, Токіо) — японський військовий і політичний діяч, барон, генерал-лейтенант Імперської армії Японії. 

## Біографія

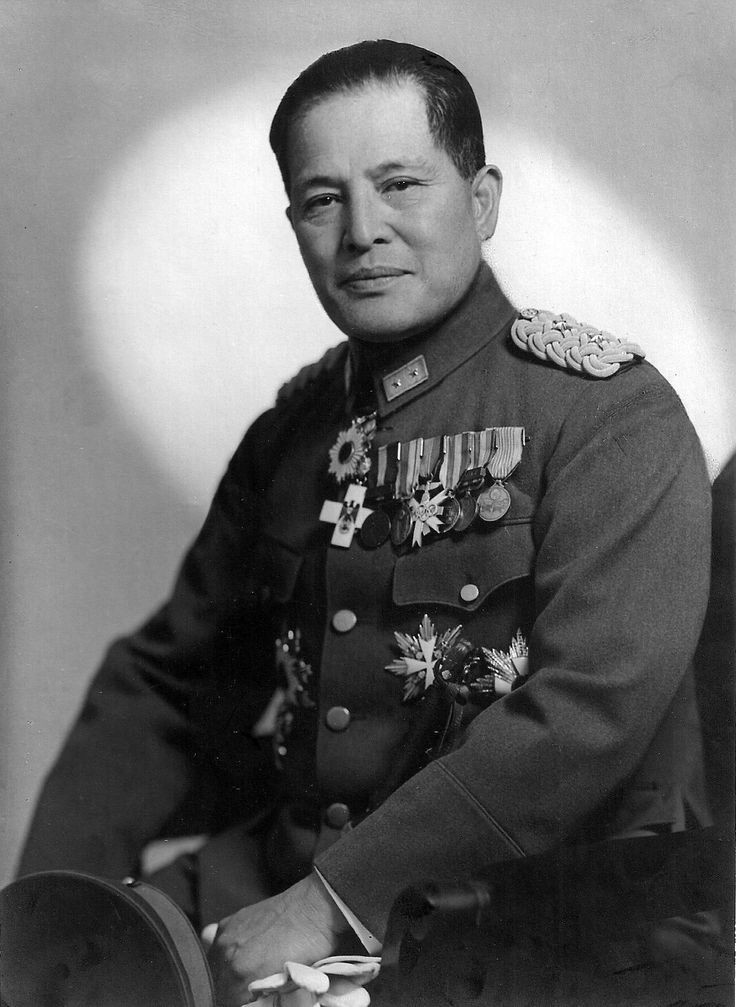
Генерал-лейтенант Хіросі Осіма

Під час Другої світової війни — посол Японії в Німеччині. За поглядами був германофілом, проте займав обережну позицію в питанні про вступу Японії у війну з СРСР. Вважав, що бойові дії на кількох фронтах — проти США і проти СРСР — неприйнятні. За словами генерала Джорджа Маршалла, для країн антигітлерівської коаліції Осіма був «головним джерелом інформації про наміри Гітлера в Європі». При цьому сам посол і не підозрював про це до самого закінчення війни. Був засуджений до довічного ув'язнення як військовий злочинець на Токійському процесі в листопаді 1948 року. Помилуваний в 1955 році.

## Нагороди[5]
- Військова медаль 1914—1920
- Медаль Перемоги
- Пам'ятна медаль вступу на престол імператора Тайсьо
- Пам'ятна медаль вступу на престол імператора Сьова
- Медаль за Прикордонну війну 1939
- Пам'ятна медаль «2600 років Японії»
- Орден Вранішнього Сонця 2-го і 1-го класу
- Орден Хреста Перемоги 1-го класу із зіркою (Словаччина)
- Орден Заслуг (Угорщина), великий хрест

### Нагороди Третього рейху
- Німецький Олімпійський знак 2-го класу
- Почесний знак Німецького Червоного хреста 1-го ступеня
- Великий хрест ордена Заслуг німецького орла в золоті